# Anne Berner
Pour les articles homonymes, voir Berner.
Anne Berner (née le 16 janvier 1964 à Helsinki) est une personnalité du monde des affaires et une femme politique suisse et finlandaise.

## Biographie
Présidente-directrice générale de la société de décoration Vallila Interior (fi) depuis 1986, elle est élue pour la première fois au Parlement finlandais lors des élections législatives d'avril 2015. Elle représente le Parti du centre dans la circonscription de l'Uusimaa.
Le 29 mai 2015, elle intègre le gouvernement Sipilä en tant que ministre des Transports et de la Communication. Non réélue lors des élections d'avril 2019, elle quitte le gouvernement le 29 mai suivant.
Elle est également connue pour sa participation au programme de téléréalité Dans l'œil du dragon dans sa version finlandaise Leijolan luola en 2013 et 2014.